# Rio Grande (Lourinhã)
Rio Grande é um rio que atravessa o concelho da Lourinhã. Deságua no Oceano Atlântico, na praia da Areia Branca.